# Eitensheim
Eitensheim – miejscowość i gmina w Niemczech, w kraju związkowym Bawaria, w rejencji Górna Bawaria, w regionie Ingolstadt, w powiecie Eichstätt, siedziba wspólnoty administracyjnej Eitensheim. Leży częściowo na terenie Parku Natury Altmühltal, w Jurze Frankońskiej, około 12 km na południowy wschód od Eichstätt, przy drodze B13.

## Demografia
| Rok  | L. mieszk. |
| ---- | ---------- |
| 1671 | 445        |
| 1706 | 600        |
| 1741 | 596        |
| 1796 | 529        |
| 1835 | 639        |
| 1848 | 689        |

| Rok  | L. mieszk. |
| ---- | ---------- |
| 1855 | 832        |
| 1861 | 723        |
| 1867 | 680        |
| 1882 | 826        |
| 1889 | 834        |
| 1897 | 795        |

| Rok  | L. mieszk. |
| ---- | ---------- |
| 1900 | 850        |
| 1902 | 873        |
| 1912 | 858        |
| 1925 | 924        |
| 1937 | 950        |
| 1939 | 1.004      |

| Rok  | L. mieszk. |
| ---- | ---------- |
| 1950 | 1.530      |
| 1962 | 1.430      |
| 1973 | 1.616      |
| 1983 | 1.721      |
| 1990 | 1.801      |
| 1999 | 2.359      |

| Rok  | L. mieszk. |
| ---- | ---------- |
| 2002 | 2.455      |
| 2004 | 2.502      |
| 2006 | 2.749      |

Dane o ludności z 31 grudnia 2008:
| Opis                                | Ogółem | Ogółem | Kobiety | Kobiety | Mężczyźni | Mężczyźni |
| ----------------------------------- | ------ | ------ | ------- | ------- | --------- | --------- |
| Jednostka                           | osób   | %      | osób    | %       | osób      | %         |
| Populacja                           | 2748   | 100    | 1364    | 49,64   | 1384      | 50,36     |
| Wiek przedprodukcyjny (0–17 lat)    | 683    | 24,85  | 337     | 12,26   | 346       | 12,59     |
| Wiek produkcyjny (18–65 lat)        | 1668   | 60,7   | 817     | 29,73   | 851       | 30,97     |
| Wiek poprodukcyjny (powyżej 65 lat) | 397    | 14,45  | 210     | 7,64    | 187       | 6,8       |

## Polityka
Wójtem gminy jest Michael Stampfer z CSU, rada gminy składa się z 14 osób.
|      | CSU | SPD | FWG | Razem |
| 2008 | 7   | 3   | 4   | 14    |
| 2002 | 7   | 3   | 4   | 14    |